# 24時間の旅
「24時間の旅」（にじゅうよじかんのたび）は、日本の音楽グループであるTHE BOOMの非売品シングル。

## 解説
2004年5月8日に日本武道館で行ったライブ「デビュー15周年記念ライブ"ありがとう"」入場者のみ配布されたシングル（5月5日、大阪城ホール公演では、入場者限定に非売品シングル「光」が配布された）。このため、公式なシングルにはカウントされない。
2004年J-WAVE春のキャンペーン・ソングに選ばれた。6月30日に発表の11枚目のアルバム『百景』に収録され、1曲目を飾っている。
THE BOOMの楽曲は、「サンバ+ロック」、「沖縄民謡+ロック」といった特殊なロックが多いが、この曲はオーソドックスなロック曲となっている。MVも存在するが、滅多に見られない。

## 収録曲
1. 24時間の旅
作詞・作曲：宮沢和史